# Haania simplex
Haania simplex är en bönsyrseart som beskrevs av Max Beier 1952. Haania simplex ingår i släktet Haania och familjen Thespidae. Inga underarter finns listade i Catalogue of Life.